# Iceberg (grup)
Iceberg va ser un grup musical català de rock progressiu i fusió jazz-rock, actiu de 1975 a 1979. Format inicialment com a quintet amb Max Sunyer (guitarra), Josep Mas "Kitflus" (teclats), Primitivo “Primi” Sancho (baix), Jordi Colomer (bateria) i Àngel Riba (veu), després de l'enregistrament del seu primer disc van passar a ser definitivament un quartet.

## Trajectòria
El 1973, en els inicis, Max Sunyer, Primi Sancho, Kitflus i Àngel Riba formaven part del grup de Tony Ronald com a músics d'acompanyament. A principis de 1974, després de madurar la idea de separar-se del grup i actuar pel seu compte, van contactar amb el bateria Jordi Colomer, que tocava al grup d'acompanyament de Luis Aguilé, i van començar a preparar els seus primers temes propis. En el seu estil la guitarra de Max Suñé i els teclats de Kitflus proporcionaven un aire jazzístic, sobre els que Primi Sancho i Jordi Colomer aportaven el doble suport rítmic. Àngel Riba, a més de cantant, tocava també la guitarra rítmica i el saxo.
Les seves primeres maquetes enregistrades van despertar cert interès d'algun segell discogràfic, però no van arribar a editar cap disc. Tanmateix, el maig de 1975 aconsegueixen enregistrar als estudis Kirios de Madrid el seu primer LP, “Tutankhamon”, un disc amb temes instrumentals i vocals interpretats en castellà i en anglès. El disc desenvolupa una història ambientada a l'antic Egipte, en el que els temes s'enllacen en una obra simfònica completa i no com una successió de cançons independents, seguint l'estil propi de disc conceptual del rock progressiu. El disc, pensat per a minories, va resultar un èxit i el productor Alain Milhaud els va aconseguir un contracte amb la Compañía Fonográfica Española.
Tot i que el 27 de març de 1975 ja havien debutat en directe a L'Hospitalet de Llobregat, el seu primer concert com a grup consolidat va ser al "Festival de la Cochambre" a Burgos el 5 de juliol de 1975, al Festival Canet Rock el 26 de juliol, i una actuació a la sala Zeleste de Barcelona aquell mateix estiu. El 9 de febrer Iceberg es van presentar a Madrid en un concert al Alcalá Palace.
El setembre de 1976 enregistren el seu segon disc, “Coses Nostres”, també als estudis Kirios, en el que l'evolució musical els porta a temes completament instrumentals prescindint de la veu. Àngel Riba contribueix amb el saxo, però abandona el grup posteriorment, tot i que continua vinculat a Iceberg com a mànager fins al 1978.
El maig de 1977 enregistren "Sentiments" als estudis Sonoland de Madrid, un àlbum on Max Sunyer i Kitflus mostren el seu grau de virtuosisme instrumental. Aquell mateix any participen en el Festival de "Las 6 Horas de Rock Ibérico", celebrat al Pabellón de Deportes del Real Madrid, on també hi actuen Burning, Granada, Triana i Àtila.
La primavera de 1978 preparen el seu primer disc en directe a partir d'enregistraments d'actuacions fetes a Oviedo, Reus, Bilbao i Barcelona. Curiosament, el disc no es compon de versions en viu de temes seus ja coneguts, com seria el mètode tradicional, sinó que tot ell està format per noves composicions que mai no seran enregistrades en estudi. Aquell estiu Iceberg participa en una gira per Espanya anomenada “La Noche Roja”, juntament amb Miguel Ríos, Triana, Salvador y Guadalquivir.
El 1979 es publica el seu darrer disc "Arc-en Ciel" i el grup fa la seva última actuació a Salamanca el 18 d'agost d'aquell any, on decideix disoldre's.
El 1982 Max Sunyer i Kitflus fundarien el grup Pegasus, que es pot considerar l'hereu directe d'Iceberg.

## Discografia[calcitació]
- Tutankhamon (1975)
- Coses Nostres (1976)[6]
- Sentiments (1977)
- En Directe (1978)
- Arc-en-ciel (1979)[7]

## Premis i reconeixements[calcitació]
- Votació popular a la revista “Popular 1”. Millor grup nacional del 1976 i 77
- Millor grup nacional en directe del 1976, 77 i 78
- Premi del diari “YA” al millor grup del 1976
- Premi del diari “La voz de España” al millor grup del 1976
- Número 1 al “European Pop Jury” de Suècia el 1977
- Premi de “Radio Popular de San Sebastián” al millor grup del 1976